# مستقيم الأشرطة
مستقيم الأشرطة (الاسم العلمي: Orthotaenia)، جنس عث من فُصيلة عثيات مخربة وفصيلة فراشيات فتالة.

## الأنواع
- Orthotaenia secunda Falkovitsh, 1962
- Orthotaenia undulana ([Denis & Schiffermüller], 1775)

## روابط خارجية
- tortricidae.com